# Pterostemma antioquiense
Pterostemma antioquiense är en orkidéart som beskrevs av Friedrich Carl Lehmann och Friedrich Fritz Wilhelm Ludwig Kraenzlin. Pterostemma antioquiense ingår i släktet Pterostemma och familjen orkidéer.
Artens utbredningsområde är Colombia. Inga underarter finns listade i Catalogue of Life.